# Richard de Redvers, 4. Earl of Devon
Richard de Redvers, 4. Earl of Devon (* nach 1164; † 19. August, spätestens 1193) war ein englischer Adliger.
Er entstammte der normannischen Familie Redvers und war der jüngere Sohn von Richard de Redvers, 2. Earl of Devon, aus dessen Ehe mit Denise de Dunstanville, Tochter des Reginald de Dunstanville, 1. Earl of Cornwall. Beim Tod seines kinderlosen älteren Bruders Baldwin de Redvers, 3. Earl of Devon, erbte er 1188 dessen Titel als Earl of Devon und Lord of the Isle of Wight.
Er heiratete Emma/Gieva, Schwester von Robert de Pont-de-l’Arche. Die Ehe blieb kinderlos.
Er starb spätestens im Jahr 1193, im Nekrolog der Abtei von Montebourg wird sein Todestag mit dem 19. August (ohne Jahr) angegeben. Da er keine Nachkommen hatte, beerbte ihn sein Onkel William de Vernon.